# Метт Толмач
Метью Толмач (англ. Matthew Tolmach; нар. 1964) — американський кінопродюсер, колишній співпрезидент з виробництва у Sony Pictures Entertainment .

## Біографія
Народився 1964 року в Нью-Йорку у родині єврейського походження. Інтерес до кіно йому привив дідусь, продюсер Сем Джаффе . Після переїзду до Лос-Анджелеса влаштувався на роботу до Френка Маршалла, з яким зняли документальний фільм про Ленса Армстронга, режисером якого став Алекс Гібні. У 2008 році його було призначено співголовою з виробництва Sony Pictures Entertainment разом з Дугом Белградом (з яким він працював з 2003 року), де він керував франшизою «Людина-павук». У 2010 році він залишив Sony Pictures Entertainment, щоб випустити наступну частину Людини-павука.
Толмач одружений з режисеркою Пейдж Голдберг. У них є одна дитина.

## Фільмографія

### Фільм
| Рік  | Фільм                                                          | Роль                | Виробнича компанія | Дистриб'ютор                      | Примітки       |
| ---- | -------------------------------------------------------------- | ------------------- | --- | --------------------------------- | -------------- |
| 1993 | Безплатні гроші (Money for Nothing)                            | продюсер            | Hollywood Pictures | Buena Vista Pictures Distribution |                |
| 1995 | Холоднокровний (Coldblooded)                                   | продюсер            | PolyGram Filmed Entertainment Propaganda Films                                                                          | IRS Media                         |                |
| 2012 | Нова Людина-павук (The Amazing Spider-Man)                     | продюсер            | Columbia Pictures Marvel Entertainment Laura Ziskin Productions Arad Productions, Inc. Matt Tolmach Productions         | Sony Pictures Releasing           |                |
| 2013 | Брехня Армстронга (The Armstrong Lie)                          | продюсер            | Kennedy/Marshall Productions Jigsaw Productions Matt Tolmach Productions                                                | Sony Pictures Classics            |                |
| 2014 | Нова Людина-павук 2. Висока напруга (The Amazing Spider-Man 2) | продюсер            | Columbia Pictures Marvel Entertainment Arad Productions, Inc. Matt Tolmach Productions                                  | Sony Pictures Releasing           |                |
| 2015 | Монстри атакують (Freaks of Nature)                            | продюсер            | Columbia Pictures LStar Capital                                                                                         | Sony Pictures Releasing           |                |
| 2016 | Повний розковбас (Sausage Party)                               | спеціальна подяка   | Columbia Pictures Annapurna Pictures Point Grey Pictures Nitrogen Studios                                               | Sony Pictures Releasing           | Special thanks |
| 2017 | Розваги дорослих дівчат (Rough Night)                          | продюсер            | Columbia Pictures LStar Capital Matt Tolmach Productions Paulilu Productions                                            | Sony Pictures Releasing           |                |
| 2017 | Людина-павук: Повернення додому (Spider-Man: Homecoming)       | виконавчий продюсер | Columbia Pictures Marvel Studios Pascal Pictures                                                                        | Sony Pictures Releasing           |                |
| 2017 | Джуманджі: Поклик джунглів (Jumanji: Welcome to the Jungle)    | продюсер            | Columbia Pictures Matt Tolmach Productions Seven Bucks Productions Radar Pictures                                       | Sony Pictures Releasing           |                |
| 2018 | Веном (Venom)                                                  | продюсер            | Columbia Pictures Marvel Entertainment Tencent Pictures Arad Productions, Inc. Matt Tolmach Productions Pascal Pictures | Sony Pictures Releasing           |                |
| 2019 | Людина-павук: Далеко від дому (Spider-Man: Far From Home)      | виконавчий продюсер | Columbia Pictures Marvel Studios Pascal Pictures                                                                        | Sony Pictures Releasing           |                |
| 2019 | Наступний рівень (Jumanji: The Next Level)                     | продюсер            | Columbia Pictures Matt Tolmach Productions Seven Bucks Productions Radar Pictures                                       | Sony Pictures Releasing           |                |
| 2021 | Карнаж (Venom: Let There Be Carnage)                           | продюсер            | Columbia Pictures Marvel Entertainment Arad Productions, Inc. Matt Tolmach Productions                                  | Sony Pictures Releasing           |                |
| 2021 | Людина-павук: Додому шляху нема (Spider-Man: No Way Home)      | виконавчий продюсер | Columbia Pictures Marvel Studios Pascal Pictures                                                                        | Sony Pictures Releasing           |                |
| 2022 | Морбіус (Morbius)                                              | продюсер            | Columbia Pictures Marvel Entertainment Arad Productions, Inc. Matt Tolmach Productions                                  | Sony Pictures Releasing           |                |
| 2024 | Веном 3 (Venom 3)                                              | продюсер            | Columbia Pictures Marvel Entertainment                                                                                  | Sony Pictures Releasing           |                |
| 2024 | Крейвен-мисливець (Kraven the Hunter)                          | продюсер            | Columbia Pictures Marvel Entertainment                                                                                  | поствиробництво                   |                |

### Телебачення
| Назва                           | Роль                | Перший показ      | Останній показ | Сезонів | Серій | Виробничі компанії                                                                             | Телекомпанія | Примітки |
| ------------------------------- | ------------------- | ----------------- | -------------- | ------- | ----- | ---------------------------------------------------------------------------------------------- | ------------ | -------- |
| Людина майбутнього (Future Man) | виконавчий продюсер | 14 листопада 2017 | 3 квітня 2020  | 3       | 34    | Point Grey Television Matt Tolmach Productions Turkeyfoot Productions Sony Pictures Television | Hulu         |          |